# Abax hypherpiformis
Abax hypherpiformis är en skalbaggsart som beskrevs av Hendrik Freitag. Abax hypherpiformis ingår i släktet Abax och familjen jordlöpare. Inga underarter finns listade i Catalogue of Life.